# Bléone
Pour les articles homonymes, voir Bléone (homonymie).
La Bléone (la Blèuno en provençal selon la norme mistralienne et la Blèuna selon la norme classique de l'occitan) est une rivière française, du département des Alpes-de-Haute-Provence, en région Provence-Alpes-Côte d'Azur et un affluent gauche de la rivière la Durance, donc un sous-affluent du fleuve le Rhône.

## Géographie
La Bléone est longue de 69,5 km et draine un bassin de 906 km2.
Sa source est située dans la commune de Prads-Haute-Bléone, à 2 426 m d'altitude au pied de la tête de l'Estrop (2 961 m) et des Trois-Évêchés (2 819 m).
La Bléone traverse notamment la ville de Digne-les-Bains, préfecture des Alpes-de-Haute-Provence, ainsi que les communes de Prads-Haute-Bléone, La Javie, Mallemoisson et Malijai,.
La Bléone passe sous le canal EDF usinier de la Durance à moins d'un kilomètre de sa confluence sur la commune de l'Escale.
La Bléone conflue entre les deux communes de Château-Arnoux-Saint-Auban et Les Mées, à 408 m d'altitude, juste à 100 m au sud-est de l'aérodrome de Château-Arnoux-Saint-Auban.

### Communes et cantons traversés
Dans le seul département des Alpes-de-Haute-Provence, La Bléone traverse les treize communes suivantes, de l'amont vers l'aval, de Prads-Haute-Bléone (source), La Javie, Le Brusquet, Marcoux, Digne-les-Bains, Aiglun, Le Chaffaut-Saint-Jurson, Mallemoisson, Mirabeau, Malijai, L'Escale, Les Mées, Château-Arnoux-Saint-Auban (confluence).
Soit en termes de cantons, le Bléone prend source dans le canton de Seyne, traverse les canton de Digne-les-Bains-1, canton de Digne-les-Bains-2, canton de Riez, canton d'Oraison, conflue dans le canton de Château-Arnoux-Saint-Auban, le tout dans les arrondissements de Digne-les-Bains et de Forcalquier.

### Bassin versant
La Bléone traverse six zones hydrographiques pour un total de 906 km2. Ce bassin versant est constitué à 86,67 % de « forêts et milieux semi-naturels », à 12,05 % de « territoires agricoles », à 1,15 % de « territoires artificialisés »,.

### Gestion et aménagement
Le syndicat mixte d'aménagement de la Bléone (SMAB) regroupe les collectivités territoriales ayant intérêt à la gestion et l'aménagement de la rivière. Il a construit des digues de protection sur les rives de la rivière de Digne-les-Bains à Mallemoisson.

## Affluents
La Bléone a dix-neuf affluents référencés avec affluent et sous-affluent.
- Son principal affluent est le Bès (rd[note 2]) 39 km. Sa source est au pied du pic des Têtes (2 661 m). Son cours est encaissé et passe les clues de Verdaches et de Barles avant de confluer avec la Bléone quelques kilomètres en amont de Digne-les-Bains.

- Un autre est l'Arigéol (rd) 13 km, dont le confluent avec la Bléone est à La Javie. La vallée de l'Arigéol est empruntée par la route principale entre Digne-les-Bains et Barcelonnette (D 900).

- Le torrent des Duyes (rd) 25 km draine le sud du massif des Monges.

- Le Bouinenc (rg) 14 km.
- le Mardaric (rg) 7 km.

### Rang de Strahler
Le rang de Strahler est donc de quatre.

## Hydrologie
Son régime hydrologique est dit pluvio-nival.

## Aménagements et écologie

### Étymologie
Le nom de la rivière, tel qu’il apparaît la première fois en 1060 (Bledona), est composé du mot gaulois pour loup, et du suffixe hydronymique -ona ; Bléone signifie donc « la rivière du loup ».

## Galerie

La Bléone, d'amont en aval
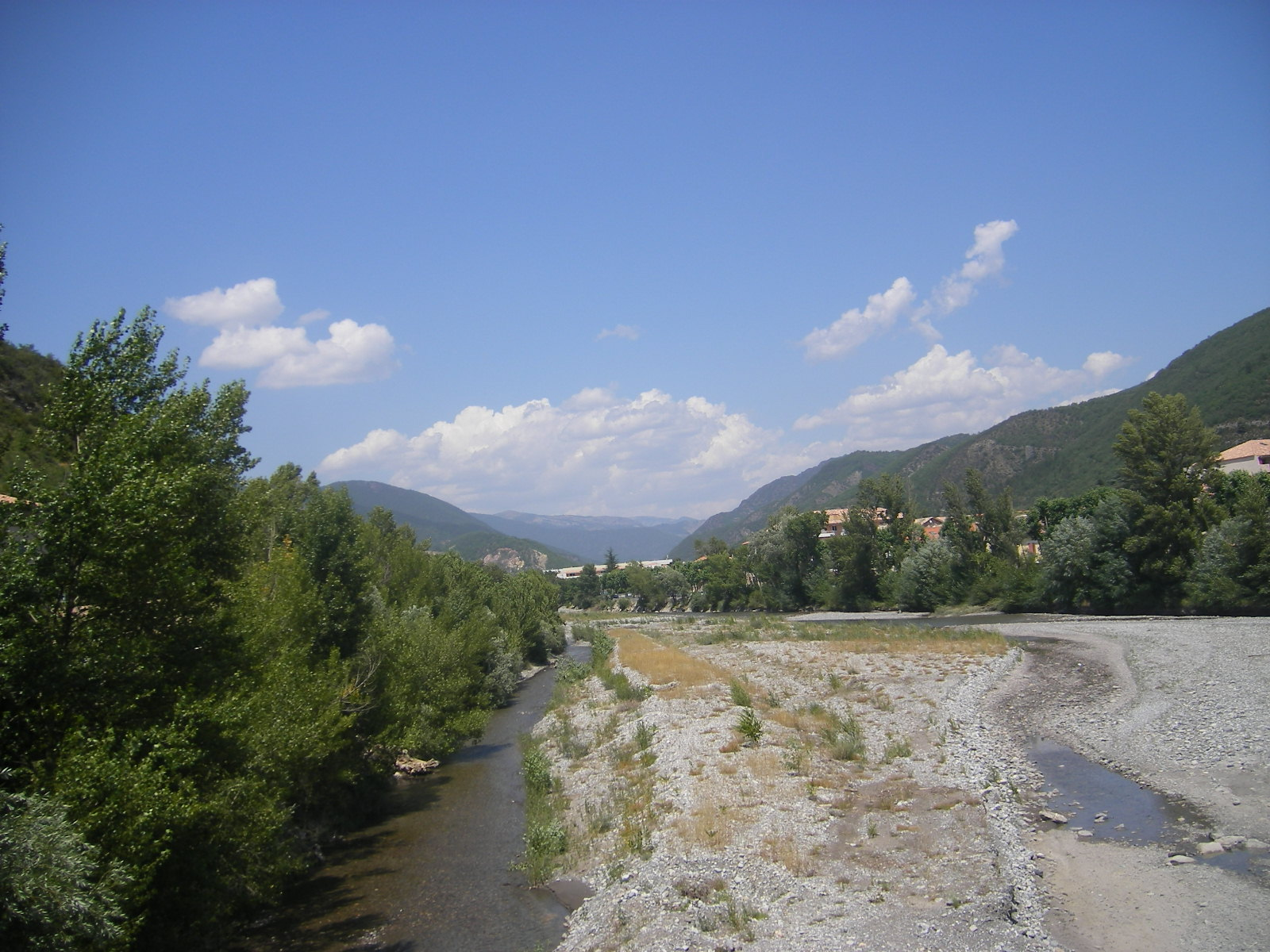
Cours de la Bléone, à Digne-les-Bains.
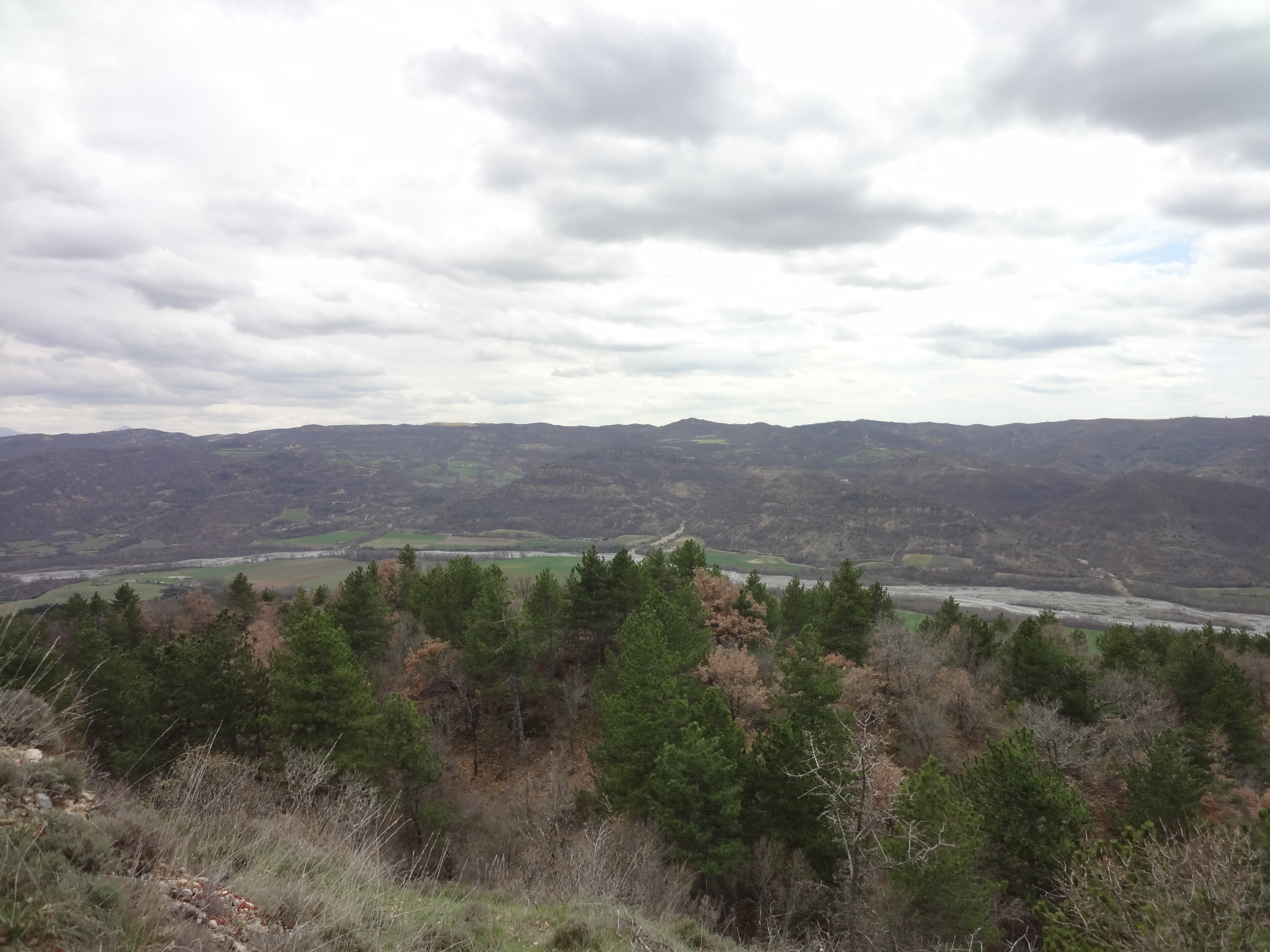
Vallée de la Bléone entre Malijai (rive gauche) et Mirabeau (d'où est prise la photo).
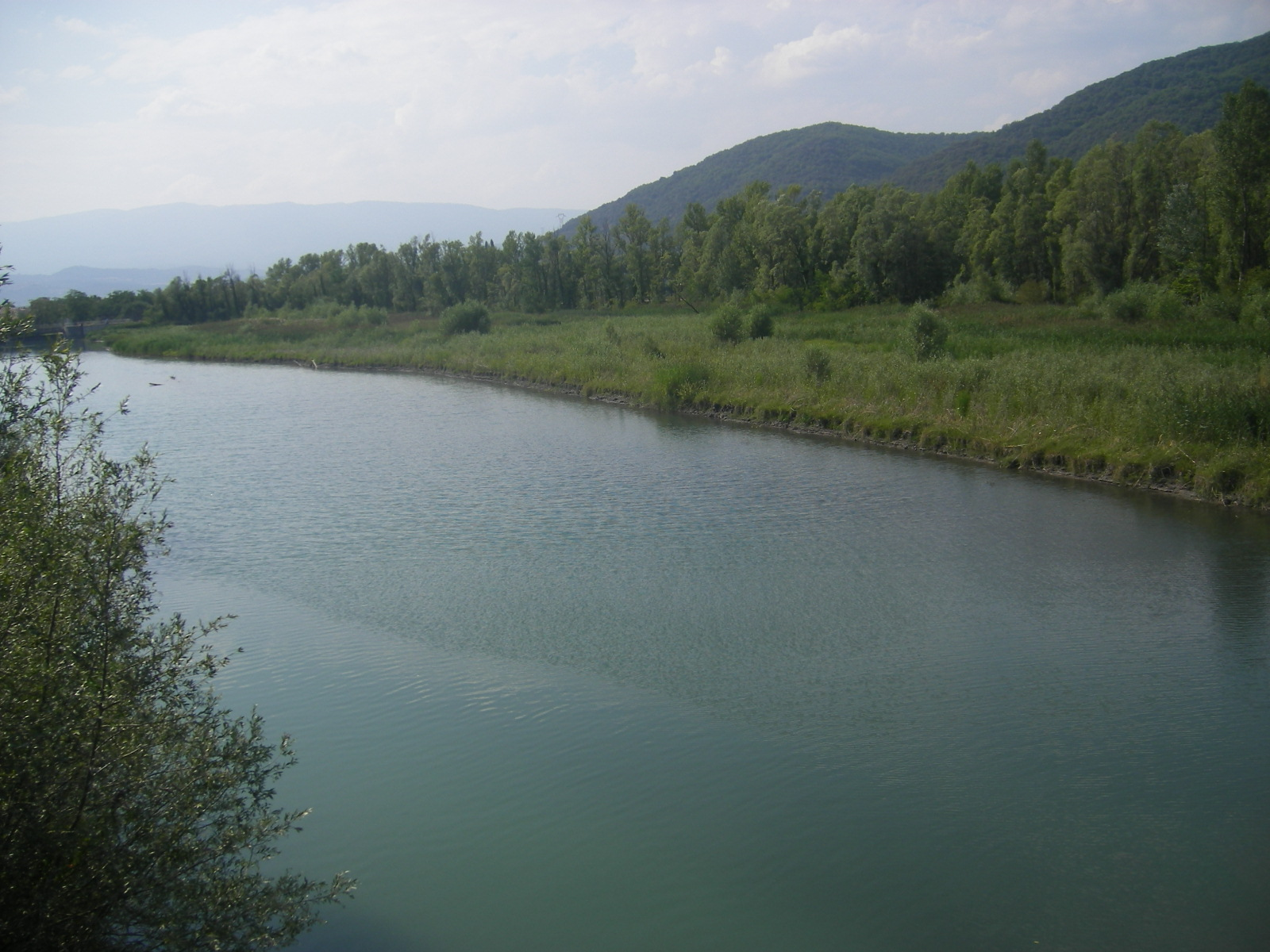
Retenue de la Bléone, au barrage de Malijai.
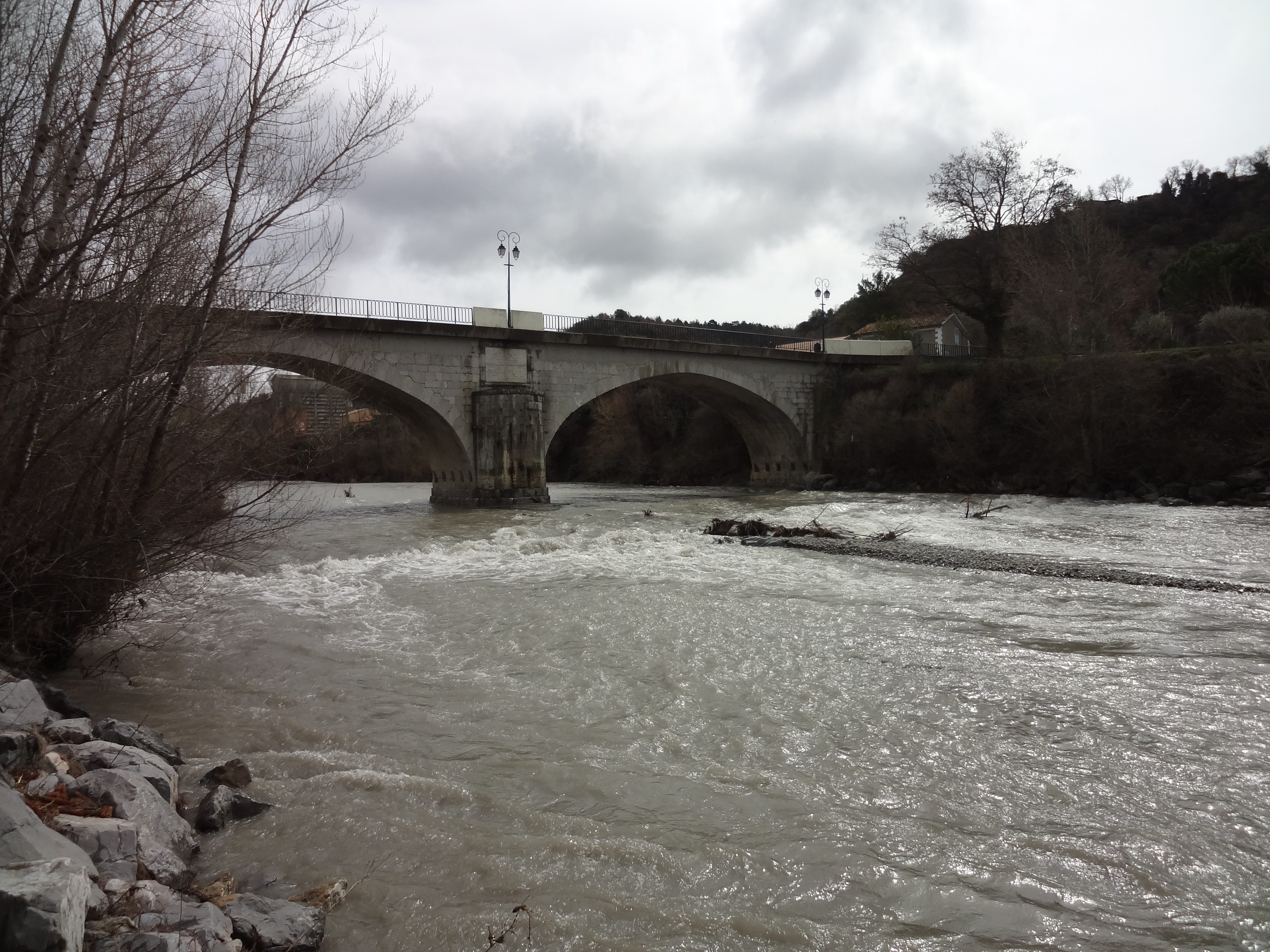
Bléone au pont de Malijai (proche de son embouchure) en période de hautes eaux.

### Articles
- J. D., « La réalisation de solides digues contre les crues », La Provence du 27 novembre 2013,‎ 2013, p. 4.

### Ouvrages
- Ernest Nègre, Toponymie générale de la France : étymologie de 35 000 noms de lieux, vol. 1 : Formations préceltiques, celtiques, romanes, Genève, Librairie Droz, coll. « Publications romanes et françaises » (no 193), 1990, 1869 p. (ISBN 978-2-600-02884-4, lire en ligne)., § 2054.